# Den reformace
Den reformace (též Svátek reformace či Památka reformace) je svátkem a připomínkou začátku reformace v některých evangelických církvích, zejména luterských. Luteráni ho obvykle slaví 31. října na výročí uveřejnění 95 tezí reformátorem Martinem Lutherem v roce 1517. Švýcarští reformovaní, kalvinisté, tento den slaví první neděli v listopadu, opět s odkazem na Lutherovy teze.
Jako veřejný (státní) svátek je slaven v některých německých spolkových zemích (V Braniborsku, Brémách, Hamburku, Meklenbursku-Předním Pomořansku, Sasku, Dolním Sasku, Sasku Anhaltsku, Šlesvicko-Holštýnsku a Durynsku), ve Slovinsku a v Chile.